# Радиолярит
Радиоляри́т — органогенная осадочная, обычно глубоководная горная порода, более чем на 50 % состоящая из скелетов радиолярий.
Залежи радиолярита можно встретить на дне морей и океанов. Скелеты погибших радиолярий, опускаясь на дно, образуют радиоляриевый ил, входящий в состав осадочных пород. Так называемая «инфузорная земля», или трепел, целиком состоит из скелетов радиолярий.
Радиолярит используют в хозяйственной и промышленной деятельности.